# 利雪站
利雪站是法国的一个铁路车站，位于法国西北部城市利雪，是一个区域性的铁路枢纽。

## 位置
利雪站位于利雪市区的中南部，芒特拉若利－瑟堡铁路190.107公里处，同时也是利雪－多维尔铁路的起点，距离卡昂站大约50公里。车站大致呈东南-西北走向，是一个“人”字形的车站，其中顶点朝向东南，前往巴黎方向，而西北两个分支则分别前往多维尔和卡昂。

## 停靠线路
以下列车线路在利雪站停靠：
| 利雪站列车线路表 |            |          |          |              |
| 线路             | 车种       | 上一站   | 下一站   | 大致运行频率 |
| 巴黎—卡昂        | Intercités | 贝尔奈   | 卡昂     | 每天7趟左右  |
| 巴黎—瑟堡        | Intercités | 贝尔奈   | 卡昂     | 每天1趟左右  |
| 巴黎—多维尔      | Intercités | 贝尔奈   | 蓬雷韦克 | 每天4趟左右  |
| 鲁昂—卡昂        | TER        | 贝尔纳   | 梅济东   | 每天7趟左右  |
| 利雪—多维尔      | TER        | （起点） | 大花园   | 每天8趟左右  |
| 利雪—瑟堡        | TER        | （起点） | 梅济东   | 每天8趟左右  |
| 1.               |            |          |          |              |

## 配套交通

### 长途客车
| 停靠利雪站的大巴车 |                                |                                                                               |
| 上下车地点         | 运营单位                       | 主要线路及目的地                                                              |
| 利雪站门口         | 卡尔瓦多斯省 城际客运 busverts | 50 蓬莱韦克 · 翁弗勒尔 · 勒阿弗尔 53 利瓦罗 · 维穆捷 56 瓦洛尔比凯 · 奥尔贝克 |
| 利雪站门口         | SNCF Car TER                   | （当某条铁路线施工或罢工时，SNCF可能会提供途径该线路沿途站点的大巴车）        |
| 1. 2. 3.           |                                |                                                                               |

### 城市公共交通
| 利雪站附近的市内公共交通线路 |            |                                                                                                  |
| 公交车站名称                 | 位置       | 停靠线路                                                                                         |
| Gare SNCF 火车站             | 利雪站门口 | 1：利雪-科尔尼 ↔ 利雪-佛勒蒂耶尔 2：利雪-密特朗 ↔ 利雪-弗劳贝尔 5：利雪-密特朗 ↔ 伯维莱尔-市政府 |
| 1.                           |            |                                                                                                  |

### 社会车辆
利雪站西南侧设有大型社会车辆露天停车场。

## 临近车站
| 利雪站（Gare de Lisieux）      |                      |                   |
| 上行车站                       | 线路                 | 下行车站          |
| 贝尔奈站 31.2km ←              | 芒特拉若利－瑟堡铁路 | 梅济东站 → 25.4km |
| （起点）                       | 利雪－多维尔铁路     | 大花园站 → 1.4km  |
| - 本表仅显示运营中的线路及车站 |                      |                   |